# Bella Terra
Bella Terra fue una revista ilustrada editada en la ciudad española de Barcelona entre 1923 y 1927, escrita en catalán.

## Descripción
Fundada en noviembre de 1923 y considerada «una de las revistas en lengua catalana con mejor presentación», fue dirigida por Joan Draper y Fossas en el apartado literario y por Joan Mezquita Almer en la parte gráfica, muy importante esta en la revista —que destacaba por sus ilustraciones de portada— y uno de sus principales atractivos.
Bella Terra tenía 48 páginas ilustradas y se imprimía en Barcelona, primero en la casa López Llausàs (calle Diputación nº 95) y más adelante en la Tipografía Occitania (calle Mallorca). Se vendía por suscripción trimestral a un precio de seis pesetas. El número suelto valía 2,50 pesetas.
Bella Terra nació con una doble voluntad: la de ser una revista «ciudadana» –en el sentido que pretendía ser leída por gente de ciudad- y, además, la de incluir en ella contenidos «que obedezcan un ritmo y se mantengan fieles a las leyes del buen gusto», según la declaración de principios «Para empezar» del primer número.
La revista tenía una vocación claramente gráfica y estética. La audiencia potencial eran intelectuales con inquietudes culturales y artísticas, con un poder adquisitivo alto y residentes en zonas urbanas. Bella Terra tenía previsto tener una periodicidad mensual, pero solo acabó publicando 19 números (806 páginas) en cuatro años de existencia. Las causas de esta irregularidad editorial son desconocidas.
La temática era variada. Siempre se repetían, sin embargo, los mismos ejes temáticos: arquitectura (antigua y contemporánea), espectáculos, literatura (con especial interés por la vida del artista), biografías de personalidades catalanas importantes (artistas, políticos, científicos), fotografías de paisajes, sucesos de actualidad (nacional e internacional), moda y deportes. Incluía una sección titulada «cronistes internacionals», además de publicar el relato de Josep Lleonart «El Balcó», fotografías de la exposición internacional en Barcelona, la colección del orfebre Ramon Sunyer, o fotografías, con modelos de la época, de las últimas tendencias de la moda, por ejemplo vestidos de playa de la casa parisina Philipe et Gaston.
Bella Terra era una revista con clara vocación visual, que contaba con documentos gráficos de todo tipo: dibujos, ilustraciones, fotos y elementos gráficos decorativos. Destacaba por tener, en cada número, una única página a color (normalmente con la temática de la temporada –invierno, primavera...-) con una ilustración muy detallada y que llamaba la atención. El resto de la revista se completaba con material gráfico en blanco y negro que o bien acompañaba a un texto, o va en solitario con un pequeño pie de página indicando el autor. Como indicación de la densidad gráfica de la revista se puede dar el hecho que las 809 páginas traían como mínimo un elemento gráfico de tamaño medio, e incluso dos o tres.

## Colaboradores
Los colaboradores más importantes fueron Carles Soldevila, Josep Carnero, Josep Maria López-Picó, Josep Maria Casas y de Mujer, Carles de Fortuny y de Miralles, Francesc Oliva e Ignasi Iglésias. Con frecuencia se incluían traducciones de autores extranjeros. 
En el apartado gráfico participaron, tanto con reproducciones como obras originales, Joan Mezquita Almer, Josep Maria Marqués y Puig, Apa, Joan Junceda, Antoni Utrillo, Joan Limón, Marià Llavanera, J. Vinyals, Joan de Marfil, Ramon de Capmany, Quelus, Alexandre Coll o Josep Picó, entre otros.